# Ekaterina Tchernova
Ekaterina Tchernova (en russe : Екатерина Чернова, en anglais : Ekaterina Chernova), née le 18 janvier 1994 à Togliatti, est une joueuse russe de handball évoluant au poste d'ailière gauche.

## Palmarès

### Club
compétitions nationales
- championne de Russie en 2012, 2013 et 2014 (avec Dinamo Volgograd)

### Sélection
autres
- finaliste du championnat du monde junior en 2014
- vainqueur du championnat d'Europe junior en 2013[1]
- finaliste du championnat du monde jeunes en 2012[2]
- vainqueur du championnat d'Europe jeunes en 2011[3]

### Distinctions individuelles
- élue meilleure ailière gauche du championnat d'Europe junior 2013[4]